# 2،1-ثنائي برومو-3-كلورو البروبان
2،1-ثنائي برومو-3-كلورو البروبان هو مُركب عضوي له الصيغة الكيميائية BrCH(CH2Br)(CH2Cl)، ويوجد في الطبيعة على هيئة سائل كثيف عديم اللون بينما تكون المنتجات التجارية منه في أغلب الأحوال ذات لون أصفر كهرماني أو بني. ويمثل مركب 2،1-ثنائي برومو-3-كلورو البروبان المكون الفعال في مبيد ديدان النيماتودا الاسطوانية النيماجون، والذي يعرف أيضا باسم الفومازون. 

## الاستخدامات
يتميز مركب 2،1-ثنائي برومو-3-كلورو البروبان بأنه مبخر للتربة، لذا شاع استخدامه سابقا في الزراعة في الولايات المتحدة الأمريكية.  

## الأثار الضارة
يسبب التعرض لمستويات عالية من مركب 2،1-ثنائي برومو-3-كلورو البروبان الإصابة بالعقم في ذكور الثدييات. وقد حظرت وكالة حماية البيئة الأمريكية استخدام مركب 2،1-ثنائي برومو-3-كلورو البروبان في عام 1979 بعد اكتشاف آثاره الصحية الضارة على البشر. وعلى الرغم من حظر استخدامه، ظل مركب 2،1-ثنائي برومو-3-كلورو البروبان موجودا في البيئة لسنوات كأحد ملوثاتا للمياه الجوفية، ومن ثم فإنه لا يزال يمثل مشكلة للعديد من المجتمعات حتى بعد الحد من استخدامه. 